# 英雄神話
《英雄神話》是一部2000年上映的香港電影，本片遠於韓國取景，由高飛導演及編劇，監製為林賴定金，于榮光、鍾淑慧及尹揚明領銜主演。

## 劇情
洛天龍（于榮光 飾）和幾個從小一起生活過的好友，分別是崔正漢（李一材 飾）、馬永傑（尹揚明 飾）及金彼得（霍永富 飾），洛天龍和朴明華是一起合謀殺死朴明華之義父朴天洪之人，兩人為了滅口，直接派人殺害崔正漢、馬永傑及金彼得，還好三人逃脫成功。在他們整理好準備離開時，警方得到消息，並派人到場，在一陣槍戰後，洛天龍和朋友逃走了，只剩下一個受槍傷被警察抓住送入醫院。洛天龍等人遭到黑社會的追殺。其余三人覺得古怪，並開始懷疑洛天龍做了什麼。洛鈴為一個被張明訓練出來的殺手，但張明卻也陷害她，同時，朴明華開始趕儘殺絕，最后，朴明華因把洛鈴殺死，而令崔正漢憤怒了，朴明華亦被崔正漢槍殺，洛天龍及張明也被抓拿歸案。

## 演員
| 演員   | 角色   | 粵語配音 | 備註                                                                                              |
| 于榮光 | 洛天龍 | 黃志成   | 本片大反派 阿龍 崔正漢、馬永傑及金彼得之好友，並出賣他們 和朴明華一起合作 最後被警方拘捕          |
| 鍾淑慧 | 洛鈴   |          | 阿鈴 崔正漢之好友，並暗戀其 最後被朴明華槍殺                                                      |
| 尹揚明 | 馬永傑 |          | 阿傑 洛天龍、崔正漢及金彼得之好友，並被洛天龍出賣                                                 |
| 李一材 | 崔正漢 | 李家輝   | 阿漢 洛天龍、馬永傑及金彼得之好友，並被洛天龍出賣 洛鈴之好友，被其暗戀 最後為洛鈴報仇並槍殺朴明華 |
| 霍永富 | 金彼得 | 馮志輝   | 阿得 洛天龍、馬永傑及崔正漢之好友，並被洛天龍出賣 最後被洛鈴殺死                                  |
| 車龍   | 朴明華 |          | 本片終極大反派 洛天龍之好友 最後槍殺洛鈴，但被崔正漢槍殺                                          |
| 高飛   |        |          |                                                                                                   |

## 外部連結
- 香港影庫上《英雄神話》的資料（繁體中文）